# アイテム
アイテム（item）は、コンピュータゲームおよびテーブルトークRPGなどにおいては、プレイヤーキャラクターがゲーム中で何らかの方法で入手することができ、また、使用することによって何らかの効果が得られる道具全般のことである。またストーリー上は道具と言えないものを、システム上はアイテムとして処理する場合もある（生け捕りにした小動物を、システム上はアイテムとして処理する、など）。

## 語義
英語の「item」（物品、条項、品目、などの意味）に由来する言葉で、日本国内では「ちょっと役に立つ小道具」程度の意味であることが多いが（例：「高性能のPDAはデキるビジネスマンの必須アイテムだ」）、広く普及した外来語とは言い難く、その用法は様々である。
海外のコンピュータゲームのウィキ、ファンダムなどの情報サイトでも日本と同様のニュアンスで使用されており、どちらかと言えばゲーム用語としてのスラングとしての位置づけが大きい。

## 分類
コンピュータゲームなどで扱う上でのアイテムとしては、大きく次の2種類に分類できる。ただし両方の機能を持つアイテムも存在する。
通常アイテムアイテムを手に入れた時点で即座に発揮されて消費されるものや、手に入れたアイテムをプレイヤーが操作することで使用するもの。使い捨てのものと複数回使用できるものがある。また、入手困難な希少価値の高いアイテムのことをレアアイテムと呼ぶ。
イベントアイテムアイテムを手に入れた後に特定の条件を満たすことで（消費する消費しないに関わらず）使用されるもの。
ちなみに、アクションロールプレイングゲームでお馴染みのライフ（ヒットポイント）が0になったら最大まで回復する「生き返りの薬」は定義上、イベントアイテムである。これは、アクションロールプレイングゲームの原典である『ハイドライド』（第1作のみ）に登場するアイテムが意図的にイベントアイテムのみで構成されていた為であり、「こういう効果のアイテムがあるのか」と他のゲーム開発者が認識したからである。

## ゲームジャンルごとのアイテム

### アクションゲーム、シューティングゲーム
アクションゲーム（アクションロールプレイングゲームを含む）やシューティングゲームにおいては、アイテムはアクションマップ上に置かれていたり隠されていたりすることが多く、敵を倒すことで落としていく場合もある。多くの場合、プレイヤーキャラクターをアイテムのグラフィックと重ねることによって手に入れることができる。
これらのアイテムは、手に入れると即座にその効果（ライフの回復、パワーアップなど）が一定時間または半永久的に発揮されるものと、手に入れると持ち物としてストックされて必要なときに使う、あるいは装備することができるものとがある。
この手のアイテムは、かつてはキャラクターの一種として扱われていた（→隠れキャラクター）。
アクションゲームやシューティングゲームに登場するアイテムには、主に次のようなものがある。
回復アイテム
ライフや攻撃手段のエネルギーなどを回復する。
パワーアップアイテム
自機の攻撃力や耐久力、移動能力の強化、あるいは新たな攻撃手段の追加がなされる。
1UP（エクステンド）
残機を1つ（またはそれ以上）増やす。
キーアイテム
特定の場所を通過するために必要となる。典型的なイベントアイテム。
ボンバー（ボム）
広範囲（大抵は画面全域）を攻撃する。ストック出来る場合が多い。
マイナスアイテム
悪いことが起こる、または益に比べて不利益が大きいアイテム。大抵は回復やパワーアップの反転である。意図的に設置されることも多い。先駆けは、『いっき』の竹槍とされている。
その他
敵を全滅させる、敵の動きを止める、得点を増やすだけなど。

### ロールプレイングゲーム
ロールプレイングゲーム（RPG）におけるアイテムとは、主にプレイヤーキャラクターの持ち物に加えられる品物を指す。これらのアイテムは、店で買う、宝箱から手に入れる、人物から貰う、敵から奪うなどの方法で手に入れる。
用途もさまざまで、使うことによってヒットポイントの回復やステータス異常の治療などを行う道具のほか、物語の進行に必要不可欠な重要アイテムや、キャラクターの装備する武器や防具なども含まれる。
RPGに登場するアイテムには、主に次のようなものがある。
装備品
武器や防具など。キャラクターごとに装備することで効果を発揮する。
回復アイテム
ヒットポイントやマジックポイント、状態異常などを回復する。ポーションやエリクサーも参照。
強化アイテム
使用したキャラクターの能力を高める。恒久的に効果があるものと、戦闘時など一時的にしか効果が無いものがある。
魔法アイテム
使用することで魔法（またはそれに類するもの）と同等の効果が現れる。その魔法によっては回復アイテムや強化アイテムともなりうる。
キーアイテム（重要アイテム）
特定の場所を通過したり、特定のイベントを出現させるために使う。典型的なイベントアイテム。
その他
アイテム合成や物々交換のタネ、換金用など。